# Riu Xiliao
El riu Xiliao (Xiliao He), és un riu del nord-est de la Xina. El seu curs té una llargada de 1.450 km. Neix al sud-est de l'Ich Chingan, a la Mongòlia Interior, flueix en direcció oest-est fins a prop de Changchun, on es dirigeix cap al sud, després d'haver rebut, per la dreta, el Sar Hörën, travessa la província de Liaoning i deseguassa a la badia de Liaodong. A la seva desembocadura hi ha el port de Yingkou.